# Hey Jude/Revolution
Hey Jude/Revolution è un singolo discografico dei Beatles pubblicato dalla Apple Records nel 1968.

## Tracce
Testi e musiche di Lennon-McCartney; edizioni musicali Northern Songs.
1. Hey Jude – 7:11
2. Revolution – 3:21

## Promozione
Un primo fallito tentativo di pubblicizzare il singolo ebbe luogo all'inizio dell'agosto 1968. Con la Apple Boutique che aveva chiuso i battenti una settimana prima, Paul McCartney e una sua "fiamma" di allora, Francie Schwartz, scrissero con della vernice sulle vetrate del negozio chiuso le parole Hey Jude/Revolution. Tale trovata venne scambiata per un graffito antisemita (poiché Jude significa "Ebreo" in tedesco), scandalizzando la comunità ebraica locale, e provocando la rottura della vetrata da parte di un passante infuriato. Discutendo dell'episodio nel libro The Beatles Anthology, McCartney spiegò che l'idea gli era venuta solo per sfruttare il grande via vai di gente che passava di lì ogni giorno, e come non fosse assolutamente intenzionale il presunto riferimento antisemita.
Allora i Beatles assunsero il regista Michael Lindsay-Hogg per girare un filmato promozionale per Hey Jude, essendosi lui già occupato in precedenza del video per Paperback Writer nel 1966. Decisero di eseguire il brano dal vivo davanti a un pubblico selezionato. Nel video, si vedono prima i Beatles che iniziano a suonare la canzone, per poi essere raggiunti nel finale dagli spettatori per il coro finale. Hogg girò il filmato ai Twickenham Film Studios il 4 settembre 1968, con McCartney stesso che disegnò il set.
La versione finale fu un montaggio di varie take differenti ed incluse una "introduzione" da parte del presentatore David Frost. Il filmato venne trasmesso in Gran Bretagna durante il Frost on Sunday dell'8 settembre 1968, e negli Stati Uniti nel programma The Smothers Brothers Comedy Hour il 6 ottobre.

## Classifiche
Nonostante la durata eccezionale del brano sul lato A del singolo (7 minuti e 11 secondi) rimase nelle classifiche britanniche e statunitensi per ben 16 settimane.
Il disco vendette in sei mesi oltre cinque milioni di copie in tutto il mondo, e dopo quattro anni il numero complessivo salì a sette milioni e mezzo. Fece ingresso nelle classifiche inglesi il 7 settembre 1968, e vi rimase per 16 settimane; l'11 settembre raggiunse la prima posizione che mantenne per due settimane, prima di essere spodestato dal singolo di Mary Hopkin Those Were the Days, disco prodotto da Paul McCartney per l'etichetta Apple. Negli Stati Uniti ebbe ancor maggiore successo, approdando in classifica il 14 settembre e restando nella hit parade per 19 settimane, delle quali 9 consecutive – dal 28 settembre al 23 novembre – occupando il primo posto.

In Canada arriva al primo posto per tre settimane, in Australia per 13 settimane ed in Olanda e Norvegia per sei settimane.
Il brano arriva primo anche in Germania, Svizzera, Austria; Danimarca, Francia per tre settimane, Irlanda, Nuova Zelanda, Spagna, Svezia e Jugoslavia.
Anche gli appassionati italiani accolsero con entusiasmo il brano che soggiornò per quindici settimane nelle Hit Parade raggiungendone la quarta posizione.

### Classifiche di tutti i tempi
| Classifica (1958-2021) | Posizione |
| ---------------------- | --------- |
| Stati Uniti            | 13        |

### Annotazioni
1. ↑  Sul lato A.
2. ↑  Sul lato B.

### Fonti
1. ↑  (DA) Hey Jude/Revolution, su IFPI Danmark. URL consultato il 12 giugno 2024.
2. ↑  (EN) Hey Jude/Revolution, su British Phonographic Industry. URL consultato il 5 maggio 2021.
3. ↑  (EN) Awards Record, su El Portal de Música. URL consultato il 21 febbraio 2024. Digitare "The Beatles" in "Artist" per visualizzare il contenuto desiderato.
4. ↑   Hey Jude/Revolution (certificazione), su FIMI. URL consultato il 17 giugno 2024.
5. ↑  Miles, 2001, pag. 305–06.
6. 1 2  Sounes, 2010, pag. 222.
7. ↑  Miles, 2001, pag. 306.
8. ↑  Womack, 2014, pp. 391–92.
9. ↑   The Apple Boutique, su lifeofthebeatles.blogspot.fr, In The Life Of... The Beatles, 2 giugno 2006. URL consultato il 31 luglio 2013.
10. ↑  The Beatles, 2000, p. 197.
11. ↑  Cross, 2005, pag. 368.
12. ↑  Miles, 2001, pag. 309.
13. ↑  Schultheiss, 1980, pag. 222.
14. 1 2 3  (EN) UK sigle release: Hey Jude, su beatlesbible.com, beatlesbible.com. URL consultato il 13 febbraio 2013.
15. ↑  Barry Miles, Paul McCartney - Many Years From Now, Rizzoli, Milano 1997, pag. 370.
16. ↑  "I favolosi Beatles" di Mario Pezzolla, ed. VideoRai-Eri (alla voce "I Beatles in Hit-Parade" pag.14).
17. ↑  (EN) Greatest of All Time Hot 100 Songs, su Billboard. URL consultato il 23 novembre 2021.